# Parastasia andamanica
Parastasia andamanica är en skalbaggsart som beskrevs av Ohaus 1898. Parastasia andamanica ingår i släktet Parastasia och familjen Rutelidae. Inga underarter finns listade i Catalogue of Life.